# لدنگتسا لاندستساپه پارک
لدنگتسا لاندستساپه پارک (به لاتین: Lednica Landscape Park) یک منطقهٔ مسکونی در لهستان است که در استان لهستان بزرگ‌تر واقع شده‌است.